# دونكان جونسون
دونكان جونسون (بالفرنسية: Duncan Starr Johnson)‏ (و. 1867 – 1937 م) هو عالم نبات، توفي عن عمر يناهز 70 عاماً.